# Einar Gjerstad

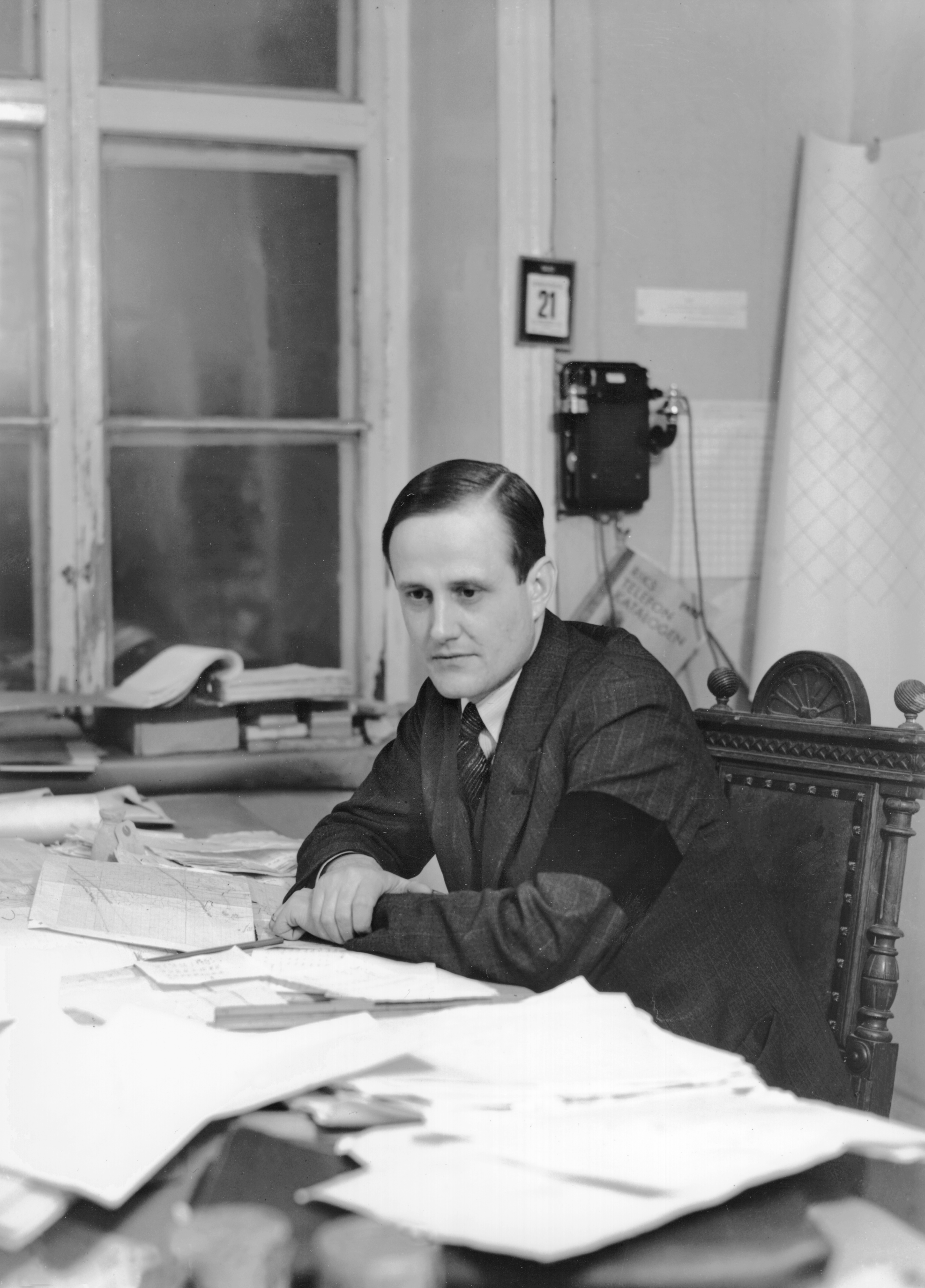
Einar Gjerstad

Erik Paul Einar Gjerstad (* 30. Oktober 1897 in Örebro; † 8. Januar 1988 in Lund) war ein schwedischer Archäologe und Althistoriker. Er gilt als „Vater der archäologischen Forschungen auf Zypern“.
Gjerstad studierte und promovierte 1926 an der Universität Uppsala. In den Jahren 1923/1924 nahm er an Ausgrabungen in Asine (Kastraki) in Griechenland und auf Zypern teil. In den Jahren 1927 bis 1931 war er der Forschungsleiter der schwedischen Zypern-Expedition. In diesen Jahren auf Zypern begegnete er der jungen Joan du Plat Taylor und brachte sie zur Unterwasserarchäologie. Mit seinen Kollegen Erik Sjöqvist (1903–1975), Alfred Westholm (1904–1996) und dem Architekten John Lindros (1898–1961) veröffentlichte er nach Abschluss seines Aufenthaltes das dreibändige Werk The Swedish Cyprus Expedition (1934–1937).
Von 1935 bis 1940 war Gjerstad Direktor des Schwedischen Instituts in Rom und begann mit seinen Forschungen zu Geschichte und Archäologie des frühen Roms.
Von 1939 bis 1957 war er Professor für Klassische Altertumswissenschaft und Alte Geschichte an der Universität Lund. Ab 1957 hatte er eine persönliche Forschungsprofessur. 1972 wurde er emeritiert. Seit 1972 war er korrespondierendes Mitglied der British Academy.